# 瀧安治
瀧 安治（たき やすはる、1941年2月11日 - 2003年11月19日）は、静岡県静岡市出身のプロ野球選手（内野手）・コーチ、解説者・評論家。
実兄に阪神の捕手であった瀧英男がいる。

## 来歴・人物
静岡市立東中学卒業。兄と同じ静岡商に入学するが、甲子園には出場できなかった。高校卒業後は関東学院大学に進学し、横浜五大学リーグでは在学中に3度の優勝を経験、首位打者2回。
大学卒業後は三菱重工川崎を経て、1964年に読売ジャイアンツへ入団。同年は開幕から7番・二塁手として先発出場し、シーズン前半は遊撃手も兼ねて重用される。同年は23試合に先発を果たすが、打撃面で伸びず後半は失速した。その後は内野のスーパーサブとして活躍し、意外性のある打撃とガッツあふれるプレーでV9に貢献。主に土井正三・黒江透修の控えとして活躍するが、1965年5月11日の広島戦（兼六園）では瀧が放った打球が安仁屋宗八投手の膝を直撃し、跳ね返った打球を捕手・久保祥次が捕球したため瀧に捕直（キャッチャーライナー）が記録された。これは2021年現在も唯一の記録である。一方では、カウントが悪くなると相手投手のリズムを崩すのを狙って審判にボール交換を要求したり、内角球のデッドボールを狙おうとしてユニフォームの下に帽子を隠して腹を膨らませるなどトリッキーなプレーをしていたことで「いじわるじいちゃん」とも言われていたことがあった。なお、当人は実年齢より老けて見えたという風貌もあって「じいちゃん」または「おじいさん」とも呼ばれていたが、「モンジー」というあだ名もあった。このあだ名を付けたのは巨人の先輩の長嶋茂雄で、長嶋いわく「モダンなじいちゃんだから、分かりやすく言って『モンジー』」とのことである。1970年には開幕直後から二塁手、遊撃手として起用され、53試合に先発出場。シーズン後半は出番が減るものの打率.217、4本塁打を記録。同年のロッテとの日本シリーズでも遊撃手、代打として2試合に出場しているが、1971年から上田武司がユーティリティプレイヤーとして台頭して出場機会が減り、1973年限りで現役を引退。
引退後は巨人の二軍守備コーチ（1974年）→二軍守備・走塁コーチ（1975年 - 1977年）として若手の育成に力を注ぎ、退団後は評論家やライターに転身。文藝春秋『Sports Graphic Number』レギュラー執筆者として活躍し、巨人の選手としての経験を活かし様々な裏話などを披露。一流の作家やライターに伍して端正な文章を書き、金田正一・白仁天・バッキーなど一級品の評伝を送り出した。評論活動の傍ら、1988年からは企業と日本プロ野球選手会の協力を得て、ガン撲滅のための「べべサンタクロースチャリティゴルフ」を始めた 。末期ガンの患者のために、原辰徳や中畑清の協力でホスピスを見舞って勇気づけたこともあった。
藤田元司監督が復帰した1989年、瀧も一軍内野守備コーチとして巨人に復帰。入閣は球界を驚かせたが、藤田は自らが発起人となってコーチ就任パーティーを開催し、壇上で「瀧をナメてもらっては困ります」などとドスを利かせた挨拶をした。試合のない移動日に記者がネタに困っていると、瀧は「よし、俺が一つ球界に爆弾を落としてやろう。何のネタがいいかな」と言ったこともあったが、この時は藤田が「余計なこと言うもんじゃない」とたしなめた。2年ぶりのリーグ優勝と8年ぶりの日本一に貢献したが、1年で辞任。
辞任後は評論家に復帰し、少年野球の指導に全精力を注いだ。NHK衛星第1テレビジョン解説者（1991年 - 1994年）も務めたが、実況アナウンサーなしで解説を行なうなど、新境地へのチャレンジ精神もうかがえた。評論活動の傍らで「ファーストランナー」という会社も設立し、絵画、骨董品、花、ロゴ入りの雑貨の販売も行った。
晩年はC型肝炎で入退院を繰り返しながらも、少年野球の指導に全身全霊をかけ、2002年には病をおして全国30ヶ所以上の地で野球教室行脚を続けた。2003年に入って病状は悪化し、8月に長野県佐久市での野球教室中に倒れた。
2003年11月19日午前10時20分、肝硬変のため東京都港区の病院で死去。62歳没。

## 詳細情報

### 年度別打撃成績
| 年 度      | 球 団      | 試 合 | 打 席 | 打 数 | 得 点 | 安 打 | 二 塁 打 | 三 塁 打 | 本 塁 打 | 塁 打 | 打 点 | 盗 塁 | 盗 塁 死 | 犠 打 | 犠 飛 | 四 球 | 敬 遠 | 死 球 | 三 振 | 併 殺 打 | 打 率 | 出 塁 率 | 長 打 率 | O P S |
| ---------- | ---------- | ----- | ----- | ----- | ----- | ----- | -------- | -------- | -------- | ----- | ----- | ----- | -------- | ----- | ----- | ----- | ----- | ----- | ----- | -------- | ----- | -------- | -------- | ----- |
| 1964       | 巨人       | 50    | 97    | 90    | 4     | 15    | 2        | 0        | 1        | 20    | 5     | 2     | 0        | 0     | 0     | 6     | 0     | 1     | 11    | 1        | .167  | .227     | .222     | .449  |
| 1965       | 巨人       | 25    | 44    | 43    | 2     | 6     | 2        | 0        | 0        | 8     | 1     | 1     | 0        | 0     | 0     | 1     | 0     | 0     | 9     | 2        | .140  | .159     | .186     | .345  |
| 1966       | 巨人       | 18    | 19    | 18    | 4     | 5     | 1        | 1        | 0        | 8     | 2     | 1     | 0        | 0     | 0     | 1     | 0     | 0     | 5     | 0        | .278  | .316     | .444     | .760  |
| 1967       | 巨人       | 13    | 30    | 27    | 6     | 7     | 0        | 0        | 3        | 16    | 5     | 0     | 1        | 0     | 0     | 3     | 0     | 0     | 6     | 1        | .259  | .333     | .593     | .926  |
| 1968       | 巨人       | 46    | 85    | 78    | 12    | 17    | 3        | 0        | 3        | 29    | 8     | 1     | 0        | 2     | 1     | 3     | 0     | 1     | 14    | 1        | .218  | .256     | .372     | .628  |
| 1969       | 巨人       | 47    | 83    | 74    | 10    | 12    | 3        | 0        | 1        | 18    | 5     | 1     | 0        | 2     | 0     | 7     | 0     | 0     | 10    | 1        | .162  | .235     | .243     | .478  |
| 1970       | 巨人       | 99    | 233   | 207   | 22    | 45    | 4        | 4        | 4        | 69    | 17    | 2     | 5        | 5     | 3     | 17    | 0     | 1     | 35    | 4        | .217  | .280     | .333     | .613  |
| 1971       | 巨人       | 52    | 59    | 52    | 3     | 4     | 0        | 0        | 1        | 7     | 3     | 0     | 0        | 0     | 1     | 4     | 0     | 2     | 11    | 3        | .077  | .172     | .135     | .307  |
| 1972       | 巨人       | 63    | 76    | 64    | 8     | 14    | 2        | 2        | 2        | 26    | 8     | 2     | 0        | 2     | 0     | 9     | 1     | 1     | 12    | 5        | .219  | .324     | .406     | .731  |
| 1973       | 巨人       | 43    | 14    | 12    | 2     | 1     | 0        | 0        | 0        | 1     | 1     | 0     | 0        | 1     | 0     | 1     | 0     | 0     | 7     | 0        | .083  | .154     | .083     | .237  |
| 通算：10年 | 通算：10年 | 456   | 740   | 665   | 73    | 126   | 17       | 7        | 15       | 202   | 55    | 10    | 6        | 12    | 5     | 52    | 1     | 6     | 120   | 18       | .189  | .254     | .304     | .558  |

### 記録
- 初出場・初先発出場：1964年3月20日、対国鉄スワローズ1回戦（後楽園球場）、7番・二塁手で先発出場
- 初安打：1964年3月29日、対国鉄スワローズ7回戦（明治神宮野球場）、金田正一から
- 初本塁打：1964年4月25日、対国鉄スワローズ8回戦（東京スタジアム）、2回表に渋谷誠司からソロ

### 背番号
- 32 （1964年 - 1969年）
- 12 （1970年 - 1973年）
- 83 （1974年）
- 81 （1975年 - 1977年）
- 71 （1989年）

## 関連情報

### 著書
- 巨人軍これだけは知ってはならない―巨人軍に15年初めて明かす秘密事項（青春出版社・1990年5月）ISBN 4413015258